# Agira

Localització d'Agira

Agira (sicilià Aggira) és un municipi italià, dins de la província d'Enna. L'any 2007 tenia 8.376 habitants. Limita amb els municipis d'Assoro, Castel di Judica (CT), Catenanuova, Enna, Gagliano Castelferrato, Nissoria, Ramacca (CT) i Regalbuto.

## Història
Agírium (en llatí: Agyrium, en grec antic: Ἀγύριον) va ser una ciutat de l'interior de Sicília, situada al cim d'un turó escarpat entre Enna i Centuripa, a 18 milles romanes de la primera i a 12 de la segona, segons la Taula de Peutinger. Segons la tradició era una ciutat molt antiga que va visitar Hèracles quan vagava pel món, i els seus habitants el van rebre amb molta consideració i el van adorar com un déu. Van instaurar uns rituals sagrats que encara es celebraven en temps de Diodor de Sicília, que els explica.
L'any 404 aC apareix per primer cop a la història. Era governada per un rei de nom Agiris, aliat de Dionís de Siracusa, al que va ajudar en diverses batalles. En els anys següents va dominar les ciutats veïnes i es va convertir en l'estat més poderós de l'illa després de Siracusa i va arribar a tenir uns 20.000 habitants. El 392 aC, quan el cartaginès Magó va envair Sicília, va continuar aliada amb Dionís i va intervenir en la lluita contra els cartaginesos.
Després desapareix de la història fins al 339 aC quan estava governada pel tirà Apol·loniades, enderrocat per Timoleont, que va annexar la ciutat als dominis siracusans, hi va portar una colònia de 10.000 persones i hi va construir un teatre i altres edificis públics.
Més tard Fínties d'Agrigent la va sotmetre, i va ser de les primeres ciutats a alliberar-se. Pocs anys després era aliada de Hieró II rei de Siracusa que li va concedir la meitat del territori que havia estat d'Ameselum.
Durant la dominació romana era una ciutat pròspera segons Ciceró gràcies a la seva riquesa en blat, i abans de l'arribada de Verres donava feina a 250 grangers, però que per les exaccions del pretor es van reduir a 80. Plini el Vell la qualifica de ciutat estipendiària, i es troba tant a Claudi Ptolemeu com als Itineraris.
A l'època cristiana a l'església de Sant Felip hi havia un altar miraculós, que va donar nom a la ciutat actual, Filippo d'Argiro. En aquesta ciutat hi va néixer Diodor de Sicília.
La gent del país conservava nombrosos records de la pretesa visita d'Hèracles. Mostraven la impressió a la roca de les peülles dels seus bous, i es deia que havia excavat un llac o estany de quatre estadis de circumferència. Hi havia un Tèmenos o bosc sagrat als voltants de la ciutat que estava consagrat a Geríon, i un altre a Iolau, al que tenien molta veneració. Es celebraven jocs i sacrificis anuals tant en honor d'aquell heroi com del mateix Hèracles, segons explica Diodor.

## Administració
| Període | Identitat      | Partit        |
| ------- | -------------- | ------------- |
| 2008-   | Gaetano Giunta | Llista cívica |